# Diocèse de Man
Le diocèse de Man est un diocèse catholique en Côte d'Ivoire,  érigé canoniquement le 8 juin 1968 par le pape Paul VI. Son évêque est Gaspard Béby Gnéba, qui siège à la cathédrale Saint-Michel de Man.

## Histoire
Le diocèse est érigé le 8 juin 1968 par le pape Paul VI à partir d'une partie du territoire du diocèse de Daloa. Il est alors suffragant de l'archidiocèse d'Abidjan.
En 1994, il perd une partie de son territoire pour créer le diocèse d'Odienné. La même année, il devient suffragant de l'archidiocèse de Gagnoa.
En 2006, Il y a 235 000 catholiques dans ce diocèse, soit 16,3 % de la population totale. Ils n'étaient que 1,6 % en 1970. Trente-deux prêtres portent leur ministère dans vingt-quatre paroisses. Il y a près de 90 religieux et religieuses dans ce diocèse.
Les 8 et 9 octobre 2010, les diocésains de Man ont célébré avec la communauté paroissiale de Saint Michel de Man, les 75 ans marquant l'arrivée des premiers missionnaires et la fondation de la première mission catholique de Man.

## Ordres religieux
- Fidei donum
- Salésiens
- Société des missions africaines